# USV Hercules
Die Utrechtse Sportvereniging Hercules ist ein niederländischer Sportklub mit Sitz in der Stadt Utrecht, welcher im Jahr 1882 begründet wurde. Er ist damit einer der ältesten Klubs in den Niederlanden.

## Geschichte
Der Klub wurde am 22. April 1882 als reiner Cricketverein als Utrechtsche Cricketclub "Hercules" gegründet. Hierzu kam dann ab 1889 auch eine Fußball-Abteilung hinzu. So wurde der Name dann auch in Utrechtsche Cricket- & Voetbalvereniging "Hercules" geändert. Im Januar 1981 passte man den Namen auf Utrechtse Sportvereniging "Hercules" an, um auch andere Abteilungen im Klub aufnehmen zu können. Eine Futsal-Abteilung gab es bereits seit 1968, durch die Änderung wurde im Juli 1981 dann als erstes aber auch eine Tennis-Abteilung begründet. Im Jahr 2002 kam noch Goalball und im Jahr 2006 Badminton dazu.

### Fußball-Abteilung
Die Fußball-Abteilung fing in der Tweede Klasse an und schaffte es ab 1900 auch in der Eerste Klasse. Danach ging es ab 1912 immer wieder mal ein paar Jahre in der zweiten als auch in der ersten Liga weiter. Nach einem kurzen Abstecher in die drittklassige Deerde Klasse im Jahr 1923 festigte man sein Position erst einmal weiter in der zweiten Liga. Hier hielt man sich auch in den ersten Jahren nach dem Ende des Zweiten Weltkriegs. Danach ging es zeitweise aber wieder runter in die Deerde Klasse, in welcher man dann ab 1970 auch verblieb und ab 1982 sogar in die Vierde Klasse überging. Hier verbrachte man mit einer Ausnahme dann auch erst einmal die weiteren nächsten Jahre.
Der Leitungsaufschwung gelang dann ab der Spielzeit 1995 in der man wieder in die Deerde Klasse zurückkehrte, dort wurde man direkt in seiner Staffel Erster und durfte sogar bis in die Tweede Klasse durchmarschieren, dort hielt man sich zwar nur zwei Jahre, es gelang aber das Niveau zu halten und schnell wieder zurückzukehren. Nach dem nächsten Aufstieg ging es bis 2000 sogar direkt hoch in die Eerste Klasse, wo man sich wieder zwei Jahre halten konnte und danach wieder bis in die Deerde Klasse abstürzte. Im Jahr 2007 grüßte man dann aber schon wieder aus der Eerste Klasse und ab hier ging es fast durchgehend weiter auf dieser Spielhöhe. In der Saison 2014/15 gelang anschließend sogar der Aufstieg in die Topklasse, wo man in der Sonntagsstaffel mit 39 Punkten als 12. knapp die Klasse halten konnte. Nach der Teilung der Liga, spielt man nun seit der Spielzeit 2016/17 in der nun noch viertklassigen Derde Divisie. Bislang gelang es in den Playoffs nicht, sich einen Aufstiegsplatz in die Tweede Divisie zu sichern.
In der 2. Runde des KNVB-Pokals 2023/24 schrieb der Verein Geschichte, als der Viertligist durch ein Tor in der 93. Minute Rekordsieger Ajax Amsterdam  mit 3:2 besiegte und somit erstmals in das Achtelfinale einzog.